# Selce (Allande)
Selce es una aldea perteneciente a la parroquia de Villar de Sapos, en el concejo de Allande, comarca del Narcea, Principado de Asturias, España.